# To Hell and Back (videogioco)
To Hell and Back è un videogioco a piattaforme e sparatutto per Commodore 64 interamente sviluppato da Andy Jervis e pubblicato nel 1988 dalla CRL Group. Si controlla un personaggio armato di aureola in un percorso verso l'inferno. La stampa dell'epoca gli diede di solito giudizi intorno all'appena sufficiente e spesso lo ritenne simile a Ghosts 'n Goblins. Assieme a To Hell and Back, come lato B, veniva offerto il più semplice Moon Crystals.

## Trama
Il diavolo Mephisto è riuscito a sottrarre dal Paradiso i dieci comandamenti e il corno da caccia dell'arcangelo Bertram per poi rifugiarsi negli inferi. Bertram, che ha l'aspetto di un ometto panciuto senza ali, con barba bianca e aureola, deve raggiungere e affrontare Mephisto per recuperare il maltolto. Bertram si avventura a piedi attraverso prima un cimitero di notte e poi le profondità degli inferi, affrontando orde di creature demoniache. Per combatterle lancia la sua aureola che fa scomparire i nemici che tocca (secondo la descrizione ufficiale li ritrasforma in creature angeliche e li rimanda in Paradiso).

## Modalità di gioco
Il giocatore controlla Bertram che può camminare in orizzontale, saltare, salire su scale verticali e sparare in orizzontale. L'arma è la sua aureola, che da sopra la sua testa viene lanciata in avanti e poi ritorna al suo posto come un boomerang; se nel frattempo Bertram cambia altitudine, l'aureola fluttua e impiega più tempo a tornare.
L'ambiente di gioco è bidimensionale, con visuale di lato e scorrimento orizzontale bidirezionale. Il primo livello, attraverso il cimitero, è un percorso lineare da sinistra a destra. Poi si scende negli inferi, rappresentati come caverne rocciose, che sono invece un grande labirinto esteso su molti piani. Ci sono anche grandi cascate sotterranee dove Bertram può gettarsi per scendere più piani. L'ultima fase è di nuovo lineare e termina con lo scontro con Mephisto. Nel complesso l'area di gioco è grande come oltre 500 schermi, distribuiti su 15 livelli di profondità.
I nemici sono diversi tipi di creature che camminano o volano, come fantasmi, scheletri, zombi, oggetti fluttuanti e mostricciattoli vari. Bertram ha una serie di vite e per ciascuna una riserva di energia indicata in centesimi. Il contatto con un nemico riduce l'energia di Bertram, inoltre alcune creature volanti possono fargli fare un balzo incontrollato. Se si cade dentro pozze infuocate o piene di aculei si perde direttamente una vita. Occasionalmente i nemici eliminati rilasciano una Bibbia da raccogliere per ricaricare l'energia.
Al termine dei due livelli lineari, e in diversi punti del livello a labirinto che si devono cercare, si trovano i boss, quasi tutti in grado anche di sparare. Hanno l'aspetto di enormi lupi mannari, serpenti e altri mostri, mentre l'ultimo è Mephisto. Ogni boss eliminato rilascia la tavoletta di uno dei dieci comandamenti da raccogliere, infine da Mephisto si ottiene il corno.

## Moon Crystals
Moon Crystals è un videogioco semplice e primitivo che era fornito in omaggio insieme a To Hell and Back, sebbene non fosse neppure menzionato sulla confezione. È il primo realizzato dallo stesso autore di To Hell and Back, Andy Jervis. Consiste nel pilotare una moto spaziale soggetta a gravità, nello stile di Lunar Lander, all'interno di strette caverne, raccogliendo cristalli ed evitando le pareti.